# Knooppunt De Poel
Knooppunt De Poel is een knooppunt in de Nederlandse provincie Zeeland, dat werd geopend in 1983.
Op dit trompetknooppunt sluit de A256 vanuit Zierikzee, die tevens de randweg van Goes vormt, aan op de A58.

## Richtingen knooppunt
| Aansluitende wegen               | Aansluitende wegen                                      | Aansluitende wegen        | Aansluitende wegen | Aansluitende wegen |
| -------------------------------- | ------------------------------------------------------- | ------------------------- | ------------------ | ------------------ |
|                                  |                                                         | richting Goes / Zierikzee |                    |                    |
|                                  |                                                         |                           |                    |                    |
| richting Middelburg / Vlissingen | richting Goes Zuid / Bergen op Zoom / Breda / Eindhoven |                           |                    |                    |
|                                  |                                                         |                           |                    |                    |
|                                  |                                                         |                           |                    |                    |

Almere · Amstel · Arnestein · Assen · Azelo · Badhoevedorp · Bankhoef · Batadorp · Beekbergen · Benelux · Beverwijk · Bodegraven ·  Boterdiep ·  Buren · Burgerveen · Coenplein · De Baars · De Hoek · De Hogt · De Nieuwe Meer · De Poel · De Punt · De Stok · Deil · Diemen · Drachten · Drie Klauwen · Eemnes · Ekkersweijer · Emmeloord · Empel · Euvelgunne · Everdingen · Ewijk · Galder · Gooimeer · Gorinchem · Gouwe · Grijsoord · Hattemerbroek · Heerenveen · Hellegatsplein · Het Vonderen · Hintham · Hoevelaken · Hofvliet · Holendrecht · Holsloot · Hoogeveen · Hooipolder · IJmuiden (niet officieel) · Joure · Julianaplein · Kerensheide · Kethelplein · Klaverpolder · Kleinpolderplein · Kooimeer · Kruisdonk · Kunderberg · Lankhorst · Leenderheide · Lunetten · Maanderbroek · Markiezaat · Muiderberg · Neerbosch · Noordhoek · Ommedijk · Oud-Dijk · Oudenrijn · Paalgraven · Princeville · Prins Clausplein · Raasdorp ·  Reitdiep ·  Ressen · Ridderkerk · Rijkevoort · Rijnsweerd · Rottepolderplein · Rozenburg · Sabina · Sint-Annabosch · Stelleplas · Slufter · Ten Esschen · Terbregseplein · Tiglia · Vaanplein · Valburg · Velperbroek · Velsen · Vlaardingen · Vught · Waterberg · Watergraafsmeer · Werpsterhoek · Westerlee · Ypenburg · Zaandam · Zaarderheiken · Zonzeel · Zoomland · Zuidbroek · Zurich

Geplande knooppunten:
De Liemers · Zestienhoven

Voormalige knooppunten:
Bocholtz · Ekkersrijt · Europaplein (Groningen) · Europaplein (Maastricht) · Lindenholt